# Eleanor Davis
Eleanor McCutcheon Davis (Tucson, 16 de enero de 1983) es una dibujante e ilustradora estadounidense.

## Trayectoria
Fue criada en Tucson, Arizona por padres entusiastas de los cómics que la enseñaron historias como Little Lulu, Krazy Kat, Little Nemo y Kinder Kids. Asistió a la Escuela Kino, una escuela alternativa K-12 en Tucson. En secundaria, comenzó a dibujar y publicó su propio cómic. Estudió arte secuencial en el Savannah College of Art and Design en Georgia.
Davis ha publicado muchos cómics, incluido The Beast Mother. Su trabajo también se ha incluido en cinco números de la antología MOME de la editorial Fantagraphics Books, así como en Best American Comics de Houghton Mifflin Harcourt en 2008.
Su obra The Secret Science Alliance and the Copycat Crook, publicado por Bloomsbury Children's en 2009, es un libro colaborativo creado con su esposo Drew Weing, que entintó las ilustraciones de Davis. 
En agosto de 2014, Fantagraphics publicó la primera colección de cuentos de Davis con el título How to Be Happy. La revista Slate describió la obra como "una mezcla de acuarelas geométricas evocadoras y dibujos animados fluidos con pluma y tinta, que cuenta historias de personas tristes, solitarias, fuertes, seguras de sí mismas, todas tratando de encontrar un poco de felicidad en la vida". Tras su publicación, el crítico de cómics Richard Bruton describió a Davis como "sin lugar a dudas, una importante joven creadora".
En marzo de 2018, publicó Why Art?, una novela gráfica en la que Davis examina el concepto de arte. Su novela gráfica más reciente, The Hard Tomorrow, publicada por Drawn and Quarterly, fue lanzada en octubre de 2019.
Davis ha impartido clases de verano de narración de historietas en la Universidad de Georgia.

## Reconocimientos
Su libro de lectura fácil, Stinky, fue publicado en 2008 por Toon Books de Françoise Mouly y ganó un premio de honor ALA Geisel, un premio Booklist's Notable Children's Books Award y el Bank Street College of Education's Best Children's Books of the Year en 2009. Ese mismo año, ganó el premio Russ Manning Most Promising Newcomer Award Premio Eisner y fue nombrada una de las Nuevas Artistas Visuales de la revista Print.
En 2013, su cuento In Our Eden recibió una medalla de oro de la Society of Illustrators. Al año siguiente, recibió el premio Lista de lectura de novelas gráficas para niños de la Association for Library Service to Children's Graphic Novels Reading Lis en 2014.
Su novela gráfica de 2017 You & a Bike & a Road, publicada por Koyama Press, ganó el premio Ignatz a la antología o colección sobresaliente.

## Obra
- 2008 – Stinky. Toon Books. ISBN 0979923840.
- 2009 – The Secret Science Alliance and the Copycat Crook. Bloomsbury. ISBN 1599903962.
- 2014 – How to Be Happy. Fantagraphics Books.ISBN 1606997408.
- 2017 – You & a Bike & a Road. Koyama Press. ISBN 9781927668405.
- 2018 – Why Art? Fantagraphics Books. ISBN 9781683960829.
- 2019 – The Hard Tomorrow. Drawn and Quarterly. ISBN 978-1770463738.